# 中国共产党第八届中央委员会候补委员列表
中国共产党第八次全国代表大会于1956年9月15日至27日在北京召开。大会选举产生了73名中国共产党第八届中央委员会候补委员。隨後在1958年5月中共八大二次會議增選25名中央候補委員。

## 委员名单
（按得票多少排列；得票相同的按姓氏筆劃排列）
楊獻珍、王恩茂、楊得志、韋國清（壯族）、羅貴波、張經武、謝覺哉、葉飛、楊成武、甘泗淇、章漢夫、潘自力、李大章、許世友、帥孟奇（女）、楊勇、劉仁、陈锡联、萬毅（滿族）、張宗遜、周揚、黃火青、李涛、陳奇涵、陳漫遠、徐子榮、黃歐東、古大存、李志民、劉瀾波、蘇振華、馮白駒、周保中（白族）、吳德、奎璧（蒙古族）、張德生、區夢覺（女）、范文瀾、朱德海（朝鮮族）、邵式平、張啟龍、黃永勝、李堅真（女）、馬文瑞、張霖之、張璽、王世泰、閻紅彥、桑吉悅希（藏族）、張達志、高克林、賽福鼎（維吾爾族）、廖漢生（土家族）、洪學智、章蘊（女）、徐冰、江渭清、廖魯言、宋時輪、譚啟龍、周桓、鍾期光、陳丕顯、趙健民、蔡樹藩、錢俊瑞、潘復生、蔣南翔、江華（瑤族）、韓光、李昌（土家族）、王鶴壽、陳正人
1958年5月中共八大二次會議增選
（按得票多少排列；得票相同的按姓氏筆劃排列）
王任重、張仲良、陶魯笳、彭濤、刘建勋、趙毅敏、孔原、唐亮、劉子厚、張蘇、楊一辰、汪鋒、周小舟、方毅、王尚榮、劉震、張平化、張勁夫、韓先楚、李頡伯、廖志高、趙伯平、孫志遠、張愛萍、姚依林